# 1. Fußball-Club Köln 01/07 2017-2018 (calcio femminile)
Questa voce raccoglie le informazioni riguardanti il 1. Fußball-Club Köln 01/07  nelle competizioni ufficiali della stagione calcistica 2017-2018.

## Divise e sponsor
La scelta cromatica delle maglie era la stessa del Colonia maschile. Il main sponsor era REWE, mentre quello tecnico, fornitore delle tenute di gioco, era Erima.
| Casa | Trasferta | Terza divisa |

## Organigramma societario
Area tecnica
- Allenatore: Willi Breuer
- Allenatore in seconda: Nico Reese
- Allenatore dei portieri: Dennis Fabian
- Medico sportivo: Arnt Kirchner
- Fisioterapista: Cleo Glatz

## Rosa
Rosa, ruoli e numeri di maglia come da sito ufficiale, aggiornati al 9 ottobre 2017.
| N. |                          | Ruolo | Calciatrice          |
| -- | ------------------------ | ----- | -------------------- |
| 1  | Germania (bandiera)      | P     | Anne-Kathrine Kremer |
| 3  | Germania (bandiera)      | D     | Hannah Scheffler     |
| 5  | Germania (bandiera)      | D     | Anna Kirschbaum      |
| 6  | Germania (bandiera)      | C     | Kristina Bartsch     |
| 7  | Germania (bandiera)      | A     | Carolin Schraa       |
| 8  | Germania (bandiera)      | C     | Ann-Kathrin Vinken   |
| 9  | Germania (bandiera)      | A     | Chaima Khammar       |
| 10 | Nuova Zelanda (bandiera) | A     | Amber Hearn          |
| 11 | Germania (bandiera)      | C     | Carolin Dej          |
| 13 | Germania (bandiera)      | A     | Karoline Kohr        |
| 16 | Germania (bandiera)      | A     | Anne Hopfengärtner   |

| N. |                     | Ruolo | Calciatrice        |
| -- | ------------------- | ----- | ------------------ |
| 18 | Germania (bandiera) | C     | Silvana Chojnowski |
| 19 | Germania (bandiera) | P     | Claudia Hoffmann   |
| 20 | Germania (bandiera) | C     | Meike Meßmer       |
| 21 | Germania (bandiera) | D     | Peggy Nietgen      |
| 22 | Germania (bandiera) | P     | Marie Wenzl        |
| 23 | Germania (bandiera) | D     | Romina Frommont    |
| 24 | Germania (bandiera) | C     | Theresa Gosch      |
| 26 | Germania (bandiera) | C     | Marie Pyko         |
| 27 | Germania (bandiera) | D     | Kristina Hild      |
| 26 | Germania (bandiera) | C     | Julia Arnold       |

## Calciomercato

### Sessione estiva
| Acquisti | Acquisti             | Acquisti            | Acquisti   |
| R.       | Nome                 | da                  | Modalità   |
| -------- | -------------------- | ------------------- | ---------- |
| P        | Anne-Kathrine Kremer | 1. FFC Francoforte  | definitivo |
| D        | Romina Frommont      | Borussia M'gladbach | definitivo |
| D        | Peggy Nietgen        | 1. FFC Francoforte  | definitivo |
| C        | Julia Arnold         | Jena                | definitivo |
| C        | Silvana Chojnowski   | Sand                | definitivo |
| A        | Amber Hearn          | Jena                | definitivo |

| Cessioni | Cessioni        | Cessioni   | Cessioni                       |
| R.       | Nome            | a          | Modalità                       |
| -------- | --------------- | ---------- | ------------------------------ |
| P        | Laura Sieger    | Colonia II | aggregata alla squadra riserve |
| D        | Hilda Djurberg  | Colonia II | aggregata alla squadra riserve |
| C        | Danielle Bender | Colonia II | aggregata alla squadra riserve |
| C        | Pia Knobloch    | Colonia II | aggregata alla squadra riserve |
| A        | Janet Stopka    | Colonia II | aggregata alla squadra riserve |

### Sessione invernale
| Acquisti | Acquisti     | Acquisti        | Acquisti    |
| R.       | Nome         | da              | Modalità    |
| -------- | ------------ | --------------- | ----------- |
| C        | Lidija Kuliš | Turbine Potsdam | in prestito |

| Cessioni | Cessioni | Cessioni | Cessioni | Cessioni |
| R.       | Nome     | a        | Modalità |          |
| -------- | -------- | -------- | -------- | -------- |
|          |          |          |          |          |

## Risultati

### Frauen-Bundesliga

#### Girone di andata
| Arbitro: | Biehl (Siesbach) |

|                              |           |  |
| Crnogorčević 21’ Groenen 25’ | Marcatori |  |

| Arbitro: | Schwermer (Rieder) |

|                      |           |                                                      |
| Schraa 79’ Hearn 86’ | Marcatori | 12’, 84’ Freutel 14’ Hegering 18’ Dallmann 87’ Radke |

| Arbitro: | Weigelt (Lipsia) |

|                             |           |  |
| Laudehr 51’ Beerensteyn 81’ | Marcatori |  |

| Arbitro: | Söder (Ingolstadt) |

|  |           |                                                   |
|  | Marcatori | 26’, 29’ Magull 32’, 42’, 47’ Bühl 58’, 60’ Gwinn |

| Arbitro: | Schlemmer (Nußbach) |

|  |           |                                |
|  | Marcatori | 54’ Rall 67’ Beck 77’ Lattwein |

| Arbitro: | Michel (Gau-Odernheim) |

|                               |           |  |
| Burger 6’, 90+2’ Van Bonn 89’ | Marcatori |  |

| Arbitro: | Appelmann (Alzey) |

|          |           |  |
| Kohr 44’ | Marcatori |  |

| Arbitro: | Rafalski (Baunatal) |

|  |           |           |
|  | Marcatori | 53’ Hearn |

| Arbitro: | Schwermer (Rieder) |

|  |           |                                                                              |
|  | Marcatori | 4’, 16’, 59’ Schwalm 26’, 43’ Kemme 31’ Zadrazil 48’ (aut.) Kremer 83’ Kiwic |

| Arbitro: | Diekmann (Dortmund) |

|                                                                                         |           |  |
| Dej 15’ (aut.) Volkmer 61’ Lührßen 68’, 87’ Giovanna Hoffmann 73’ König 85’ Clausen 89’ | Marcatori |  |

| Arbitro: | Weigelt (Lipsia) |

|  |           |                                                       |
|  | Marcatori | 50’, 57’, 69’, 72’ Harder 53’ Peter 87’ Graham Hansen |

#### Girone di ritorno
| Arbitro: | Stolz (Pritzwalk) |

|  |           |                                          |
|  | Marcatori | 29’ Munk 71’ (rig.) Schmidt 76’ Yokoyama |

| Arbitro: | Appelmann (Alzey) |

|                                                    |           |           |
| Knaak 45+2’ Dallmann 84’ Anyomi 88’ Schüller 90+2’ | Marcatori | 28’ Hearn |

| Arbitro: | Michel (Gau-Odernheim) |

|  |           |                                                                                 |
|  | Marcatori | 11’, 44’ Rolfö 14’ Wenninger 33’, 80’ Behringer 45’ Däbritz 47’ Roord 85’ Maier |

| Arbitro: | Joos (Leinfelden-Echterdingen) |

|                                              |           |  |
| Magull 16’, 66’, 78’ Petermann 22’, 41’, 58’ | Marcatori |  |

| Arbitro: | Schlemmer (Nußbach) |

|  |           |            |
|  | Marcatori | 72’ Meßmer |

| Arbitro: | Diekmann (Dortmund) |

|  |           |                                                          |
|  | Marcatori | 8’, 9’, 90+5’ Burger 54’ Van Bonn 69’ Nikolić 85’ Arnold |

| Jena 29 aprile 2018, ore 14:00 CEST 18ª giornata | Jena               | 0 – 0 referto | Colonia | Ernst-Abbe-Sportfeld (360 spett.)\| Arbitro: \| Söder (Ingolstadt) \| |
| Arbitro:                                         | Söder (Ingolstadt) |               |         |                                                                       |

| Arbitro: | Wacker (Lehrensteinsfeld) |

|  |           |                           |
|  | Marcatori | 56’ Añonma 72’ Haršányová |

| Arbitro: | Schwermer (Rieder) |

|                                               |           |                     |
| Ilestedt 8’ Elsig 29’ Rauch 67’ Prašnikar 90’ | Marcatori | 62’ Hearn 70’ Kuliš |

| Arbitro: | Rafalski (Baunatal) |

|  |           |                    |
|  | Marcatori | 2’ Eta 85’ Clausen |

| Wolfsburg 3 giugno 2018, ore 14:00 CEST 22ª giornata | Wolfsburg         | 0 – 0 referto | Colonia | AOK Stadion (2 923 spett.)\| Arbitro: \| Appelmann (Alzey) \| |
| Arbitro:                                             | Appelmann (Alzey) |               |         |                                                               |

### DFB-Pokal der Frauen
| Arbitro: | Joos (Leinfelden-Echterdingen) |

|  |           |                 |
|  | Marcatori | 75’, 80’ Meßmer |

| Arbitro: | Steckermeier (Landshut) |

|  |           |                       |
|  | Marcatori | 34’ Scheffler 51’ Dej |

| Arbitro: | Kunkel (Amburgo) |

|          |           |                                  |
| Kohr 85’ | Marcatori | 72’ Aschauer 84’ (rig.) Van Bonn |

## Statistiche

### Statistiche di squadra
| Competizione         | Punti | In casa | In casa | In casa | In casa | In casa | In casa | In trasferta | In trasferta | In trasferta | In trasferta | In trasferta | In trasferta | Totale | Totale | Totale | Totale | Totale | Totale | DR  |
| Competizione         | Punti | G       | V       | N       | P       | Gf      | Gs      | G            | V            | N            | P            | Gf           | Gs           | G      | V      | N      | P      | Gf     | Gs     | DR  |
| -------------------- | ----- | ------- | ------- | ------- | ------- | ------- | ------- | ------------ | ------------ | ------------ | ------------ | ------------ | ------------ | ------ | ------ | ------ | ------ | ------ | ------ | --- |
| Frauen-Bundesliga    | 11    | 11      | 1       | 0       | 10      | 3       | 50      | 11           | 2            | 2            | 7            | 5            | 28           | 22     | 3      | 2      | 17     | 8      | 78     | -70 |
| DFB-Pokal der Frauen | -     | 1       | 0       | 0       | 1       | 1       | 2       | 2            | 2            | 0            | 0            | 4            | 0            | 3      | 2      | 0      | 1      | 5      | 2      | +3  |
| Totale               | -     | 12      | 1       | 0       | 11      | 4       | 52      | 13           | 4            | 2            | 7            | 9            | 28           | 25     | 5      | 2      | 18     | 13     | 80     | -67 |

### Andamento in campionato
| Giornata  | 1 | 2  | 3  | 4  | 5  | 6  | 7  | 8  | 9  | 10 | 11 | 12 | 13 | 14 | 15 | 16 | 17 | 18 | 19 | 20 | 21 | 22 |
| --------- | - | -- | -- | -- | -- | -- | -- | -- | -- | -- | -- | -- | -- | -- | -- | -- | -- | -- | -- | -- | -- | -- |
| Luogo     | T | C  | T  | C  | C  | T  | C  | T  | C  | T  | C  | C  | T  | C  | T  | T  | C  | T  | C  | T  | C  | T  |
| Risultato | P | P  | P  | P  | P  | P  | V  | V  | P  | P  | P  | P  | P  | P  | P  | V  | P  | N  | P  | P  | P  | N  |
| Posizione | 8 | 11 | 12 | 12 | 12 | 12 | 10 | 10 | 10 | 10 | 10 | 10 | 10 | 11 | 11 | 11 | 11 | 10 | 12 | 12 | 12 | 11 |

Legenda:

Luogo: C = Casa; T = Trasferta. Risultato: V = Vittoria; N = Pareggio; P = Sconfitta.

### Statistiche delle giocatrici
| Giocatore        | Frauen-Bundesliga | Frauen-Bundesliga | Frauen-Bundesliga | Frauen-Bundesliga | DFB-Pokal der Frauen | DFB-Pokal der Frauen | DFB-Pokal der Frauen | DFB-Pokal der Frauen | Totale   | Totale | Totale      | Totale     |
| Giocatore        | Presenze          | Reti              | Ammonizioni       | Espulsioni        | Presenze             | Reti                 | Ammonizioni          | Espulsioni           | Presenze | Reti   | Ammonizioni | Espulsioni |
| ---------------- | ----------------- | ----------------- | ----------------- | ----------------- | -------------------- | -------------------- | -------------------- | -------------------- | -------- | ------ | ----------- | ---------- |
| J. Arnold        | 22                | 0                 | 2                 | 0                 | 3                    | 0                    | 0                    | 0                    | 25       | 0      | 2           | 0          |
| K. Bartsch       | 5                 | 0                 | 0                 | 0                 | -                    | -                    | -                    | -                    | 5        | 0      | 0           | 0          |
| S. Chojnowski    | 2                 | 0                 | 0                 | 0                 | 1                    | 0                    | 0                    | 0                    | 3        | 0      | 0           | 0          |
| C. Dej           | 10                | 0                 | 0                 | 1                 | 2                    | 1                    | 1                    | 0                    | 12       | 1      | 1           | 1          |
| R. Frommont      | 16                | 0                 | 0                 | 0                 | 2                    | 0                    | 0                    | 0                    | 18       | 0      | 0           | 0          |
| V. Fürst         | 9                 | 0                 | 2                 | 0                 | -                    | -                    | -                    | -                    | 9        | 0      | 2           | 0          |
| T. Gosch         | 19                | 0                 | 3                 | 0                 | 2                    | 0                    | 0                    | 0                    | 21       | 0      | 3           | 0          |
| A. Hearn         | 22                | 4                 | 0                 | 0                 | 3                    | 0                    | 0                    | 0                    | 25       | 4      | 0           | 0          |
| K. Hild          | 20                | 0                 | 0                 | 0                 | 3                    | 0                    | 0                    | 0                    | 23       | 0      | 0           | 0          |
| C. Hoffmann      | 5                 | -19               | 0                 | 0                 | 1                    | 0                    | 0                    | 0                    | 6        | -19    | 0           | 0          |
| A. Hopfengärtner | 5                 | 0                 | 0                 | 0                 | 2                    | 0                    | 0                    | 0                    | 7        | 0      | 0           | 0          |
| C. Khammar       | 3                 | 0                 | 0                 | 0                 | 1                    | 0                    | 0                    | 0                    | 4        | 0      | 0           | 0          |
| A. Kirschbaum    | 19                | 0                 | 5                 | 0                 | 3                    | 0                    | 1                    | 0                    | 22       | 0      | 6           | 0          |
| K. Kohr          | 22                | 1                 | 3                 | 0                 | 3                    | 1                    | 1                    | 0                    | 25       | 2      | 4           | 0          |
| A-K. Kremer      | 17                | -53               | 1                 | 0                 | 1                    | -2                   | 0                    | 0                    | 18       | -55    | 1           | 0          |
| L. Kuliš         | 10                | 1                 | 1                 | 1                 | -                    | -                    | -                    | -                    | 10       | 1      | 1           | 1          |
| I. Linden        | 6                 | 0                 | 0                 | 0                 | -                    | -                    | -                    | -                    | 6        | 0      | 0           | 0          |
| M. Meßmer        | 19                | 1                 | 1                 | 0                 | 2                    | 2                    | 0                    | 0                    | 21       | 3      | 1           | 0          |
| M. Moore         | 8                 | 0                 | 0                 | 0                 | -                    | -                    | -                    | -                    | 8        | 0      | 0           | 0          |
| P. Nietgen       | 22                | 0                 | 2                 | 0                 | 3                    | 0                    | 0                    | 0                    | 25       | 0      | 2           | 0          |
| M. Pyko          | 7                 | 0                 | 0                 | 0                 | 3                    | 0                    | 0                    | 0                    | 10       | 0      | 0           | 0          |
| H. Scheffler     | 5                 | 0                 | 1                 | 0                 | 1                    | 1                    | 0                    | 0                    | 6        | 1      | 1           | 0          |
| C. Schraa        | 13                | 1                 | 1                 | 0                 | 1                    | 0                    | 0                    | 0                    | 14       | 1      | 1           | 0          |
| A-K. Vinken      | 11                | 0                 | 1                 | 0                 | 2                    | 0                    | 0                    | 0                    | 13       | 0      | 1           | 0          |
| M. Wenzl         | 2                 | -6                | 0                 | 0                 | 1                    | 0                    | 0                    | 0                    | 3        | -6     | 0           | 0          |
| J. Wirtz         | 1                 | 0                 | 0                 | 0                 | -                    | -                    | -                    | -                    | 1        | 0      | 0           | 0          |
| V. Zilligen      | 2                 | 0                 | 0                 | 0                 | 0                    | 0                    | 0                    | 0                    | 2        | 0      | 0           | 0          |